# Trypocopris zaitzevi
Trypocopris zaitzevi är en skalbaggsart som beskrevs av Olsoufieff 1918. Trypocopris zaitzevi ingår i släktet Trypocopris och familjen tordyvlar. Inga underarter finns listade i Catalogue of Life.